# Vladyčín
Vladyčín (německy Wladetschin) je malá vesnice, část obce Kovářov v okrese Písek v Jihočeském kraji. Leží čtyři kilometry od Kovářova, od Petrovic tři kilometry.

## Historie
První písemná zmínka o vesnici pochází z roku 1421. Do roku 1584 patřila milevskému klášteru, potom se dostala k orlickému panství.
V roce 1892 byl založen sbor dobrovolných hasičů. V roce 1930 zde žilo 231 obyvatel a bylo zde evidováno 47 popisných čísel.

## Obyvatelstvo
| Rok            | 1869 | 1880 | 1890 | 1900 | 1910 | 1921 | 1930 | 1950 | 1961 | 1970 | 1980 | 1991 | 2001 | 2011 | 2021 |
| -------------- | ---- | ---- | ---- | ---- | ---- | ---- | ---- | ---- | ---- | ---- | ---- | ---- | ---- | ---- | ---- |
| Počet obyvatel | 129  | 129  | 127  | 126  | 116  | 127  | 113  | 84   | 64   | 61   | 47   | 38   | 35   | 32   | 43   |
| Počet domů     | 15   | 16   | 17   | 20   | 24   | 25   | 24   | 23   | 21   | 20   | 15   | 13   | 24   | 24   | 25   |

## Obecní správa
Při sčítání lidu v letech 1850–1963 Vladyčín byl samostatnou obcí v okrese Milevsko. Od roku 1964 je částí obce Kovářov v okrese Písek. V letech 1850–1963 k obci patřily Dobrá Voda a Řenkov.

## Pamětihodnosti
- Výklenková kaple Panny Marie se nachází u silnice směrem na Petrovice u domu čp. 24.[9]
- Kříž na návsi je z roku 1885.
- Zvonice je starší sta let a je také umístěna na návsi. Je postavena na kamenném soklu a kmen je z jilmu, který byl vykopaný nedaleko od Vladyčína. Zvonice je opatřena zvonkem. Tento současný zvonek nahradil ten původní, který byl zrekvírován.[10]
- Brábníkův kříž je u silnice směrem z osady na Petrovice. Na jeho podstavci je datace 1843. Byl posunut na své stanoviště. Přitom došlo k jeho poškození, které mělo za následek zkrácení.[11]
- Kotův kříž je postavený na místě tragického úmrtí pana Kota. Je u cesty do vesnice Zahrádka.[12]
- Smetanův kříž se nachází v lese poblíž osady. Byl postavený roku 1952 místním občanem Smetanou. Na tomto místě měl ukryté obilí před německou kontrolou. Podle zápisu v místní kronice se to událo následovně. Německý četník po důkladné kontrole po staveních se vydal hledat do okolí obce. V lese a v lomu našel obilí. Nechal svolat celou obec a dal jim na vybranou, zda se ten, komu obilí patří dobrovolně přihlásí. Přihlásil se pan Smetana. Byl odveden do táborské věznice. V Milevsku před německým soudem byl odsouzen k zabavení majetku a sedmi letům kriminálu. Po ukončení války se vrátil domů a nechal postavit tento kříž.[13]
- Soukupovy kříže jsou postaveny na přístupové cestě k obydlí rodiny Soukupovy. Jeden z křížků je na počest děda, který padl v první světové válce. Druhý kříž byl původně na hrobě v Petrovicích.[14]
- V osadě se nachází dvě venkovské usedlosti vedené v Seznamu kulturních památek v okrese Písek. Usedlost čp. 5, která se nachází na jihozápadě osady, u rybníčku a usedlost čp. 2. Ta se nalézá u komunikace vedoucí do Vladyčína.

## Galerie

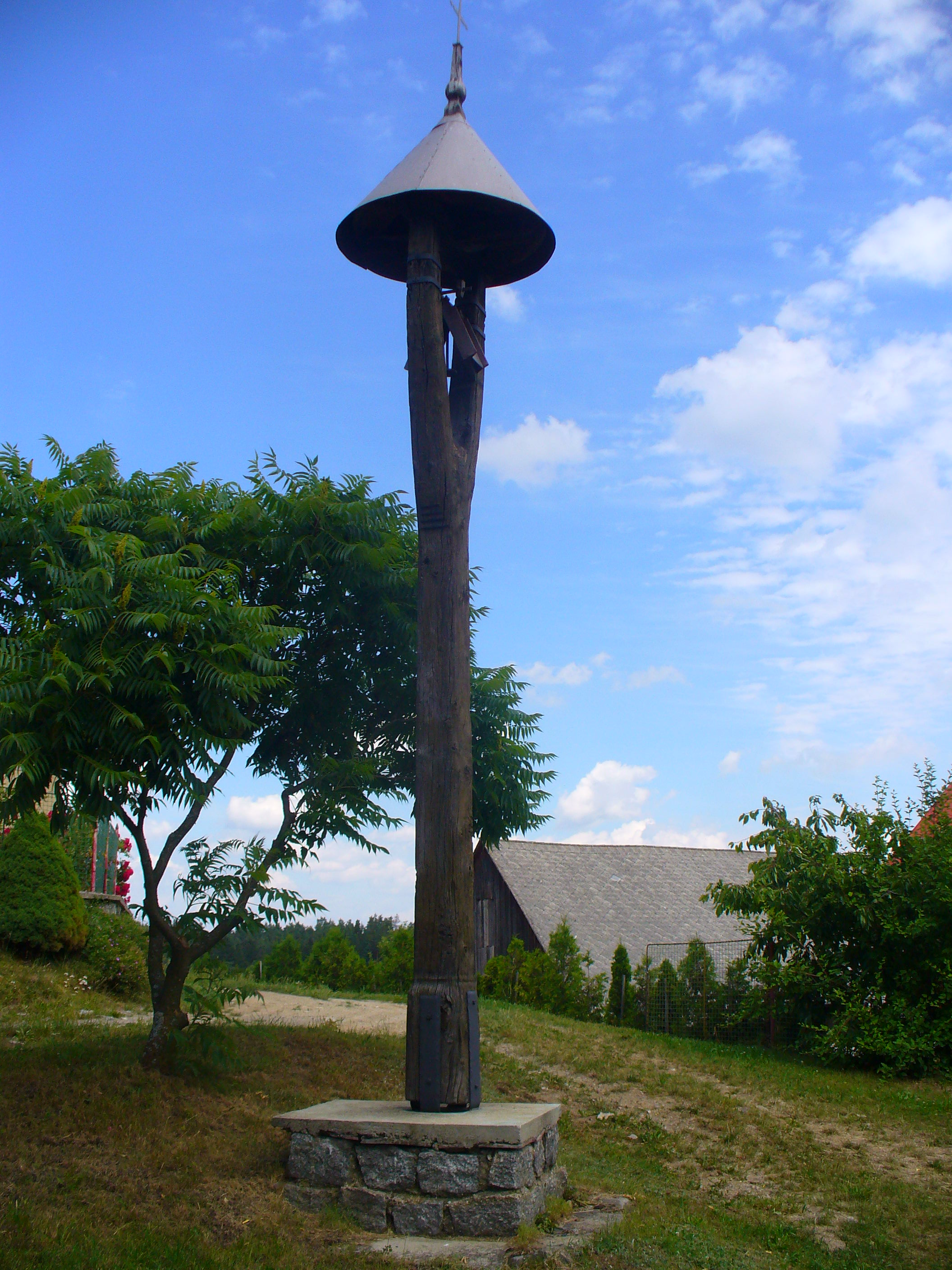
Zvonice na návsi
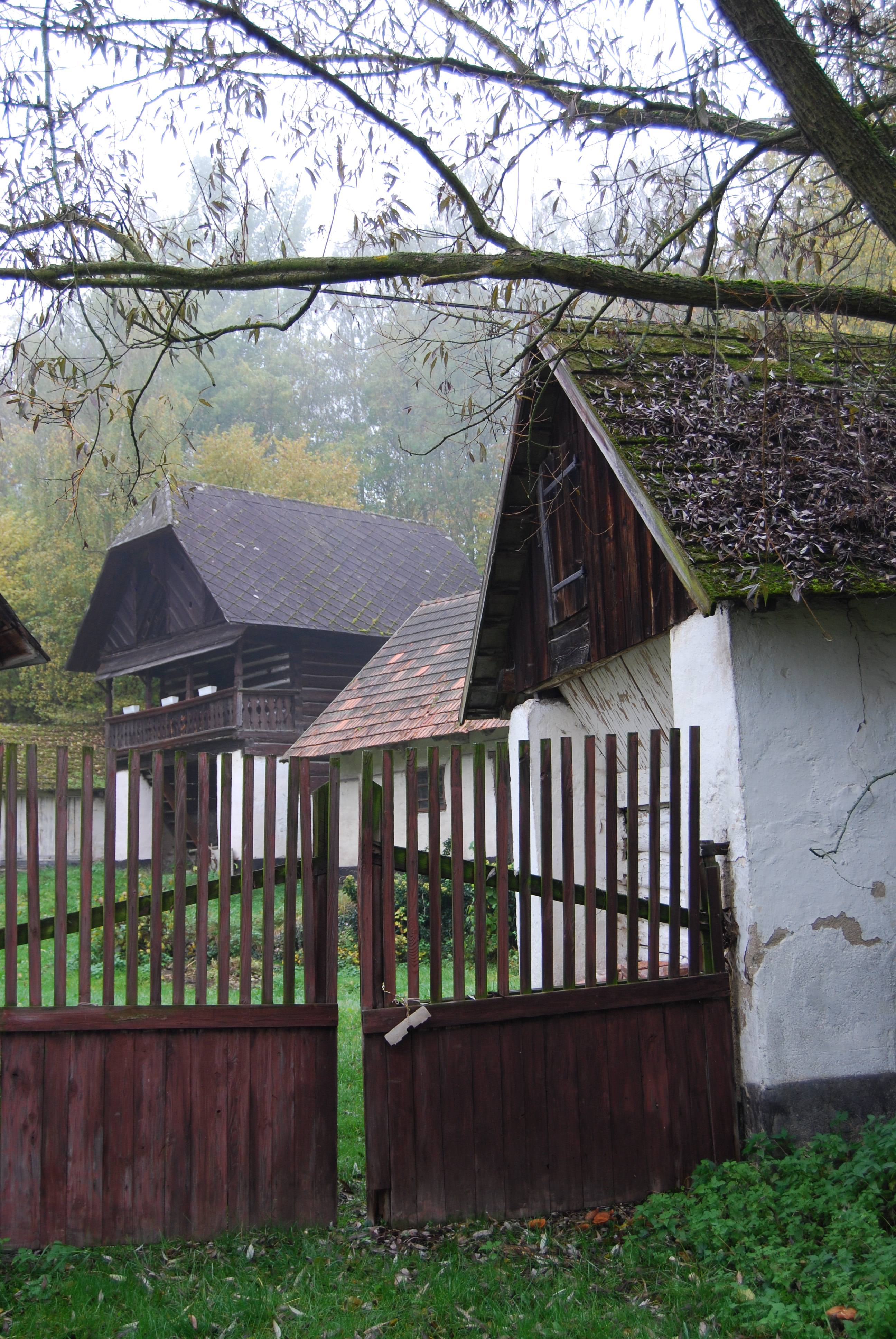
Usedlost čp. 5
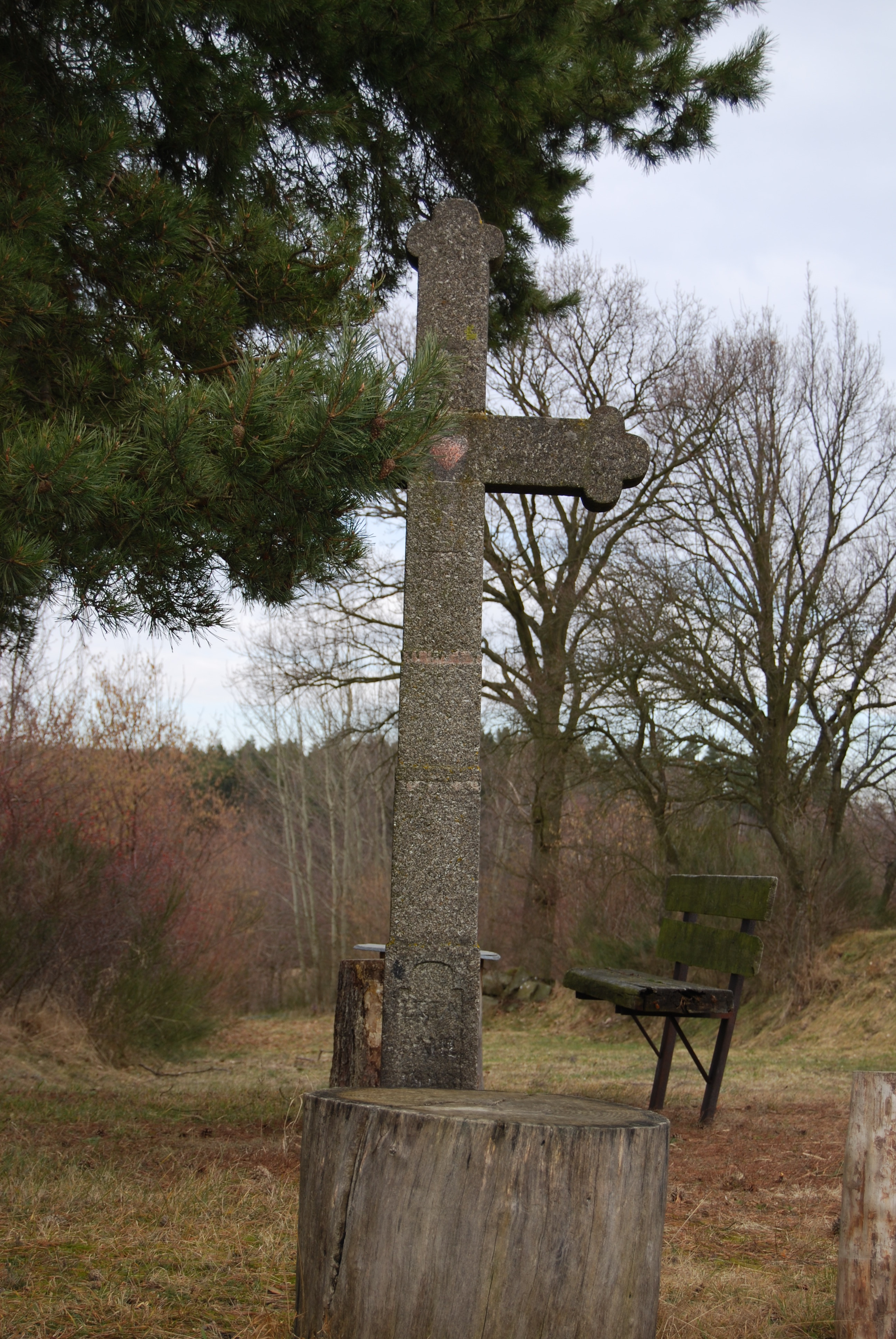
Brábníkův kříž z roku 1843
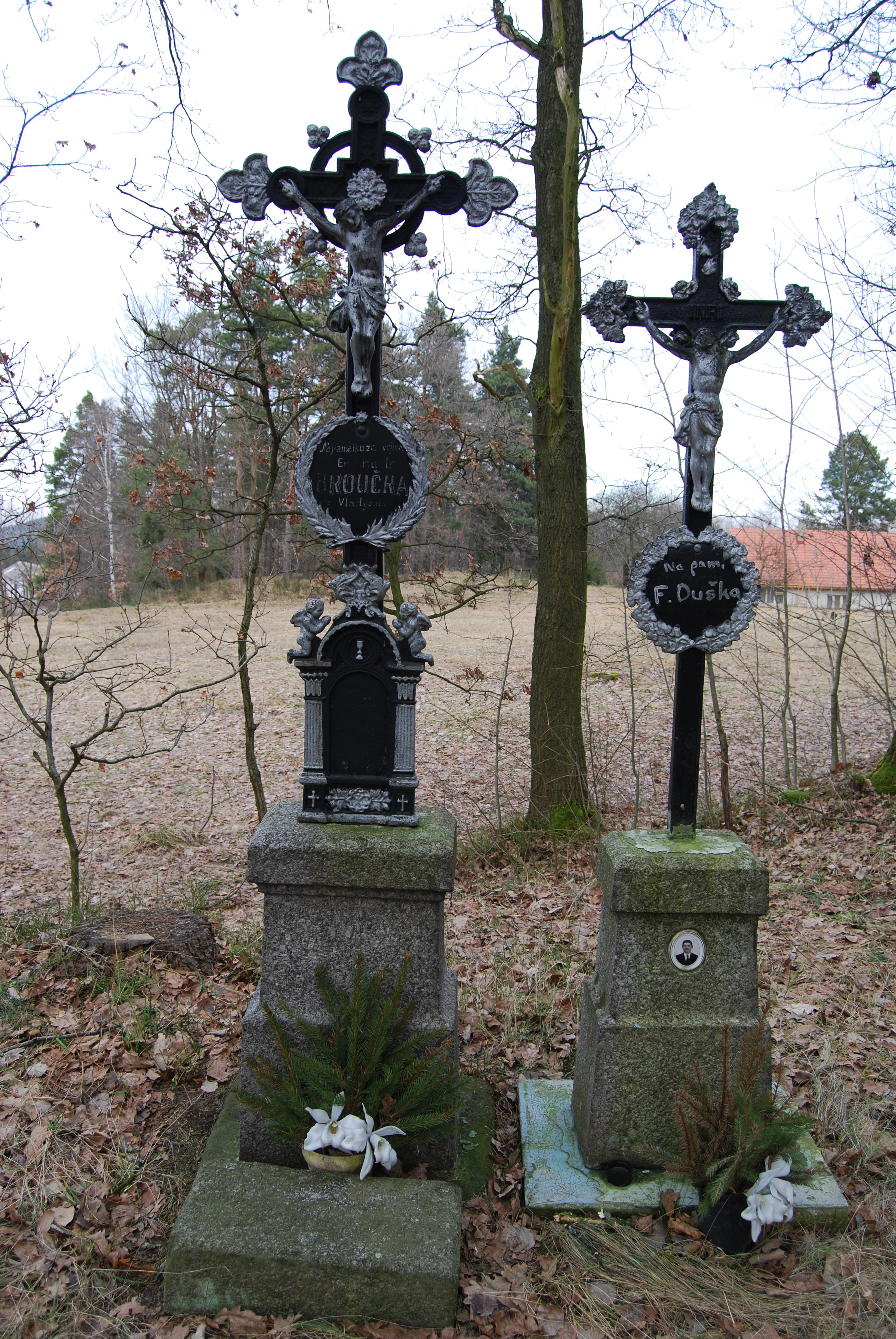
Křížky rodiny Soukupovy